# Politique Hebdo
Politique Hebdo est un magazine hebdomadaire généraliste de gauche, fondé par Paul Noirot en octobre 1970 et disparu définitivement en 1981. 

## Historique
Paul Noirot crée la revue après son exclusion du Parti communiste français.
De gauche, d'influence « communiste libérale », l'hebdomadaire est ouvert à de nombreuses sensibilités de gauche : socialistes, communistes, trotskystes, écologistes, maoïstes, catholiques de gauche, auto-gestionnaires. 
D'après Paul Noirot, « Politique Hebdo a été l'occasion de souligner certains thèmes, de défendre certaines causes, dans l'esprit d'après-68 : la démocratie algérienne, la torture pratiquée par l'armée française, le féminisme, l'affaire Touvier, le Vietnam... ».
Le tirage moyen est de 20 000 exemplaires. Arrêté en 1978, Politique Hebdo reparaît quelques semaines en 1981.

### Rédacteurs et dessinateurs
Ont notamment écrit dans Politique Hebdo : Albert-Paul Lentin, Paul Blanquart, Philippe Roqueplo, Claude-Marie Vadrot, Jérôme Clément, Jean Duflot, Roger Dosse, Madeleine Rebérioux, Hervé Hamon, Patrick Rotman, Frédérick Tristan, Claude Angeli, Jean-Michel Damian, Gilles Sandier, Jean-Michel Palmier, Louis-Jean Calvet.
On y trouvait aussi comme dessinateurs, entre autres, Kerleroux et Cardon.

## Sources
- « Une vie engagée dans l'Histoire », Jean-Claude Renard, Politis, n° 1062-1064, 23 juillet 2009 (portrait de Paul Noirot).
- « Dans la tribu Politique Hebdo », Claude-Marie Vadrot, Politis,  n° 1062-1064, 23 juillet 2009 (souvenirs de Claude-Marie Vadrot).